# Ропотан, Адриан
Адриа́н Ропота́н (рум. Adrian Ropotan; 8 мая 1986, Галац, Румыния) — румынский футболист, полузащитник, бывший игрок национальной сборной Румынии.

## Карьера

### Клубная
С 2004 года выступал за бухарестское «Динамо», в составе которого провёл более 80 игр, 18 из которых — в еврокубках. В сезоне 2008/09 провёл 15 игр, в которых успел получить 6 жёлтых и 2 красных карточки.
В пятницу 13 февраля 2009 года официальный сайт московского «Динамо» объявил о подписании контракта с Ропотаном. Соглашение с бывшим игроком бухарестского «Динамо» рассчитано на четыре года. 31 августа 2011 года Адриан Ропотан на правах аренды перешёл в «Томь» до конца сезона.
В феврале 2013 года перешёл в нижегородскую «Волгу».

### В сборной
На счету Ропотана 16 матчей в футболке молодёжной сборной Румынии, за которую он начал выступать в 2008 году.
В национальной сборной Румынии дебютировал 19 ноября 2008 года в матче против сборной Грузии (2:1). Вскоре после матча за сборную, 22 ноября, на вечеринке по поводу дня рождения одного из своих партнеров, был заснят распевающим оскорбительные песни в адрес главных конкурентов своего клуба — «Стяуа». В результате расследования инцидента, попавшего на страницы жёлтой прессы, двое игроков «Динамо» были выставлены на трансфер, а Ропотан и Торье принесли публичные извинения. Кроме того, все футболисты были оштрафованы.